# Michela Figini
Michela Figini, švicarska alpska smučarka, * 7. april 1966, Prato, Švica.
Michela Figini je ena najuspešnejših švicarskih alpskih smučark. Nastopila je na dveh zimskih olimpijskih igrah in leta 1984 osvojila naslov olimpijske prvakinje v smuku, leta 1988 pa še naslov podprvakinje v superveleslalomu. Na svetovnih prvenstvih je osvojila naslov prvakinje v smuku leta 1985 in naslova svetovne podprvakinje v smuku in superveleslalomu. V svetovnem pokalu je osvojila dva velika kristalna globusa za zmago v skupnem seštevku svetovnega pokala, šest malih kristalnih globusov za zmago v seštevku posamičnih disciplin ter 26 zmag in 46 uvrstitev na stopničke. Maja 1990 je končala tekmovalno kariero v starosti 24 let.